# Анисимов, Пётр Семёнович
Пётр Семёнович Ани́симов (23 декабря 1916 [5 января 1917] — 1995) — участник Великой Отечественной войны, автоматчик 955-го стрелкового полка 309-й стрелковой дивизии 40-й армии Воронежского фронта. Герой Советского Союза (23.10.1943), красноармеец.

## Биография
Родился 23 декабря 1916 года (5 января 1917) в деревне Юрьево Карачевской волости Калужского уезда Калужской губернии (ныне деревня Юрьевка Калужского городского округа) в семье крестьянина. Русский. Окончил неполную среднюю школу и школу ФЗУ в Калуге. С 1939 года жил в городе Лисичанск ныне Луганской области Украины. Работал слесарем и забойщиком в шахте.
В Красной Армии с января 1942 года. Участник Великой Отечественной войны с июня 1943 года. Сражался на Воронежском и 1-м Украинском фронтах. Принимал участие в освобождении Украины.
Автоматчик 955-го стрелкового полка (309-я стрелковая дивизия, 40-я армия, Воронежский фронт) красноармеец Пётр Анисимов отличился в окрестностях города Ржищева Киевской области Украины.
В ночь на 22 сентября 1943 года с группой бойцов он переправился на правый берег Днепра, уничтожив большое количество живой силы противника. Утром следующего дня участвовал в отражении трёх вражеских контратак.
Указом Президиума Верховного Совета СССР от 23 октября 1943 года
за успешное форсирование реки Днепр южнее Киева, прочное закрепление плацдарма на западном берегу реки Днепр и проявленные при этом отвагу и геройство

красноармейцу Анисимову Петру Семёновичу присвоено звание Героя Советского Союза с вручением ордена Ленина и медали «Золотая Звезда» (№ 5815).
После войны П. С. Анисимов демобилизован из Вооруженных Сил СССР. Вернулся в родную деревню, работал в колхозе. Затем жил в Калуге. Скончался в 1995 году.

## Награды
- Медаль «Золотая Звезда» Героя Советского Союза (№ 5815)
- Орден Ленина
- Орден Отечественной войны I степени
- Медали, в том числе:
  - Медаль «За победу над Германией в Великой Отечественной войне 1941—1945 гг.»
  - Юбилейная медаль «Двадцать лет Победы в Великой Отечественной войне 1941—1945 гг.»
  - Юбилейная медаль «Тридцать лет Победы в Великой Отечественной войне 1941—1945 гг.»
  - Юбилейная медаль «Сорок лет Победы в Великой Отечественной войне 1941—1945 гг.»